# NGC 553
NGC 553 je galaksija u zviježđu Ribe.

## Vanjske poveznice
- SEDS: NGC 0553